# Илиешти (Горж)
Илиешти (рум. Iliești) насеље је у Румунији у округу Горж у општини Јонешти. Oпштина се налази на надморској висини од 139 m.

## Становништво
Према подацима из 2002. године у насељу је живело 607 становника, од којих су сви румунске националности.